# Státní znak Rakouska
Státní znak Rakouska byl přijat zákonem dne 1. května 1945.

## Popis
Znak tvoří černá orlice se zlatou hradební korunkou a zbrojí, nesoucí na prsou červený štítek se stříbrným břevnem. V drápech drží zlatý srp a zlaté kladivo. Nástroje však dohromady mají rozdílné vyznění oproti komunistickému srpu a kladivu – spolu s hradební korunou, která zastupuje městský stav, znak dohromady symbolizuje jednotu dělníků, rolníků a buržoazie v republice. Podle dodatku k zákonu z roku 1919 zřizující původní znak, jednohlavá orlice představuje symbol Aquila římských legií z období antické Římské republiky. Od roku 1945 má orel na nohou roztržený stříbrný řetěz jako připomínku osvobození od nacismu.

## Historie

### Historické Rakousko

Znak Rakouského arcivévodství
Malý znak Rakouského císařství a Rakouska-Uherska (1815–1915)
Střední znak Rakouska-Uherska (1867–1915)
Malý znak Rakouska-Uherska (1915–1918)
Velký znak Rakouska-Uherska (1915–1918)
Malý znak Předlitavska v rámci Rakouska-Uherska (1915–1918)
Střední znak Předlitavska v rámci Rakouska-Uherska (1915–1918)

### Německé Rakousko (1918–1919)
Po 1. světové válce a rozpadu Rakousko-Uherska nemělo Rakousko vlastní znak. Rakouský kancléř a pozdější prezident Karl Renner (marxisticky orientovaný politik Sociálně demokratické strany Rakouska) pro účely prezentace státu navrhl v roce 1918 znak, který však nebyl schválen. Bylo v něm použito tří tradičních německých barev černé, červené a žluté. Černá věžička měla symbolizovat buržoasii, dvě červená kladívka dělnickou třídu a žluté snopy obilí měly představovat rolníky.

Návrh rakouského státního znaku (1918)

### Moderní Rakousko
Po Anšlusu v roce 1938 bylo Rakousko, až do konce 2. světové války, součástí německé třetí říše a užívaly se její symboly.

Znak první republiky (1919–1934)
Znak Rakouského státu (1934–1938)
Znak nacistické třetí říše (Rakousko bylo součástí 1938–1945)
Znak Rakouska od roku 1945

Po 2. světové válce se Rakousko vrátilo ke znaku první republiky užívaného v letech 1919–1934, avšak s malou změnou – na nohy orlice byl přidán roztržený stříbrný řetěz, jako připomínka osvobození země od nacismu. Tento znak je platný dodnes.

## Znaky rakouských spolkových zemí
Rakousko se administrativně člení na devět spolkových zemí. Všechny užívají své znaky, Vídeň a Korutany dvě varianty (velký a malý).

Vídeň
Vídeň (malý znak)
Burgenland
Dolní Rakousy
Horní Rakousy
Korutany
Korutany (malý znak)
Salcbursko
Štýrsko
Tyrolsko
Vorarlbersko